# Gospodarka ekstensywna
Gospodarka ekstensywna to system ekonomiczny, w którym wzrost uzyskiwany jest przede wszystkim przez:
- nakład czynników pracy (m.in. liczbę pracowników),
- areał upraw w rolnictwie,
- liczbę budowanych fabryk,
- wydobycie i zużycie większej ilości surowców.

Typowym przykładem gospodarki ekstensywnej była gospodarka Związku Radzieckiego.
Przeciwieństwem gospodarki ekstensywnej jest gospodarka intensywna, którą cechuje innowacyjność i rozwijanie się dzięki obniżaniu kosztów surowców i kosztów pracy (wydajność pracy).